# منتخب البرازيل لكأس فيد
منتخب البرازيل لكأس فيد هو ممثل البرازيل الرسمي في كرة المضرب في كأس فيد .